# Karabin maszynowy CETME Ameli
Ametralladora Ligera (Ameli) (hiszp. lekki karabin maszynowy) – hiszpański ręczny karabin maszynowy skonstruowany w Centro de Estudios Tecnicos de Materiales Espaciale (CETME) w Madrycie.

## Historia
Prace na karabinem maszynowym kalibru 5,56 × 45 mm rozpoczęto pod koniec lat siedemdziesiątych. Jednak początkowo prace postępowały dość wolno. Tempa nabrały dopiero na początku lat osiemdziesiątych, kiedy armia hiszpańska podjęła decyzję o wprowadzeniu do uzbrojenia broni strzeleckich kalibru 5,56 × 45 mm – karabinu szturmowego (CETME L) i ręcznego karabinu maszynowego.
Pierwszy prototyp nowego erkaemu był gotowy w 1982 roku. Nowa broń była kompilacją rozwiązań zapożyczonych z ukaemu MG3 (konstrukcja donośnika, ogólny wygląd broni) i karabinów CETME (zasada działania, konstrukcja zamka). Ameli został skonstruowany przez zespół kierowany przez płk. Jose Maria Jimenez Altaro.
W następnych latach Ameli stał się podstawowym erkaemem armii hiszpańskiej częściowo wypierając MG3. Niewielka partia tych karabinów maszynowych została sprzedana także armii Meksyku.

## Opis techniczny
Ręczny karabin maszynowy Ameli jest zespołową bronią samoczynną. Zasada jego działania jest oparta na odrzucie zamka półswobodnego, hamowanego rolkami. Zasilanie z metalowej taśmy rozsypnej M27. Taśma luźna albo w dołączonym pod komorą zamkową pojemniku z tworzywa sztucznego (odcinek 100- lub 200-nabojowy). Mechanizm przesuwu taśmy podobny jak w MG 42. Lufa szybkowymienna, zakończona tłumikiem płomienia. Przyrządy celownicze mechaniczne składają się z muszki i regulowanego celownika przeziernikowego (nastawy 300, 600, 800, 1000 m).